# Жан Карничник
Жан Карничник е словенски футболист, който играе като защитник за Целе.

## Национална кариера
Той има 4 мача за Словения, в които не успява да се разпише. Дебютира срещу Малта в квалификация за Световно първенство по футбол 2022.

## Успехи
Марибор
- Първа словенска футболна лига: 2016 – 17

Мура
- Първа словенска футболна лига: 2020 – 21
- Втора словенска футболна лига: 2017 – 18
- Купа на Словения: 2019 – 20